# Войшкі (Монецький повіт)
Войшкі (пол. Wojszki) — село в Польщі, у гміні Моньки Монецького повіту Підляського воєводства.
Населення — 44 особи (2011).
У 1975-1998 роках село належало до Білостоцького воєводства.

## Демографія
Демографічна структура станом на 31 березня 2011 року:
|          | Загалом | Допрацездатний вік | Працездатний вік | Постпрацездатний вік |
| -------- | ------- | ------------------ | ---------------- | -------------------- |
| Чоловіки | 23      | 2                  | 18               | 3                    |
| Жінки    | 21      | 3                  | 13               | 5                    |
| Разом    | 44      | 5                  | 31               | 8                    |